# Enzo Mari
Enzo Mari   (Novara i Cerano, 27 d'abril de 1932 - Milà, 19 d'octubre de 2020) va ser l'artista multidisciplinari italià més reconegut internacionalment en l'àmbit del disseny de mobiliari. Enzo era una persona molt curiosa, mai no en tenia prou.
A principis dels anys cinquanta es va interessar en el concepte de "percepció visual", sobre la producció massiva o en sèrie. Enzo va dissenyar videojocs pedagògics, objectes domèstics, per oficines fins a arribar al disseny de mobiliari.

## Biografia
Enzo Mari va néixer en Cerano, un petit poble del Piemont italià, de la província de Novara, d'on també era natural la seva mare Carolina. El seu pare, en Luigi, era del sud d'Itàlia, més concretament de Spinazzola, Apulia, on l'avi d'en Mari n'era sabater.
Estudià entre 1952 i 1956 a Milà a l'Acadèmia de Belles arts de Brera, on va aprendre art i literatura. Es va interessar per temes com la psicologia de la visió, els sistemes de percepció i les metodologies de disseny. A la fi dels anys 1950 va conèixer a l'empresari Bruno Danese, amb qui col·laboraria en la creació de diverses obres de disseny industrial. La primera d'elles va ser un trencaclosques de fusta anomenat 16 Animali, compost per setze animals tallats a partir d'una sola peça de fusta de roure, treball que va estar inspirat per les joguines escandinaves i no solament això sino que aquest trencaclosques va aplicar en ell totes les seves teories per a la resolució de problemes. Una de les grans qualitats d'aquesta peça és que si s'ajunten tots els animalets i surt una forma de rectangle perfecte.
Aquest trencaclosques només va ser el principi de la col·laboració entre Mari i Danese, que va continuar durant la dècada del 1960 amb el desenvolupament d'altres objectes: el "Jarrón Modelo 3087" l'any 1969. El material protagonista d'aquest objecte va ser el plàstic, que va passar a considerar-se un material amb el qual es podien realitzar dissenys de bona qualitat i a més a més de bon gust. Entre els anys 1967 i 1977, va treballar per a la firma italiana Gabbianelli. Durant aquests anys Mari va continuar el seu treball experimental i es va dirigir cap a altres àrees de les arts visuals, on per arribar al seu objectiu va crear un grup d'artistes anomenats: Nuova Tendenza en Milán l'any 1963 on amb ells va participar en diverses edicions de la Bienal de Venecia y el Triennale de Milá. Durant aquests anys també va escriure els seus principis teòrics en alguns llibres com ara: La Funzione della Ricera Estetica de 1970 i també de manera visual a través de La manzana y la mariposa o El huevo y la gallina. El 1971, Mari va donar a conèixer el deu nou disseny de mobiliari, la cadira «Sof Sof» per a la firma Driade amb un coixí extraïble i forrat i una estructura de metall soldada. Posteriorment, va ser la cadira «Caja» l'any 1976 una cadira desmuntable de polipropilens que realment es podia guarda en una caixa.
Un any més tard, el 1972, Mari va participar en l'exposició, Itàlia – New Domestic Landscape al l MOMA de Nova York, fet que va marcar el naixement de la famosa' Made in Italy' on grans dissenyadors com ara Vico Magistretti o Paolo Lomazz van escriure sobre aquest succés. D'ideologia humanista, el seu pensament va influir en la manera com veia el disseny. Va defensar la postura de democratitzar l'accés al disseny, a través d'idees com la reproducció en massa, els mobles multifuncionals i el «faci-ho vostè mateix». En 1974 va publicar el llibre Proposta per un Autoprogettazione, que contenia instruccions perquè els lectors construïssin els seus propis mobles amb taules i claus. Durant la dècada del 1980 el disseny Itàlia es va veure sobreposat per les formes extravagants i colors llampants del kitsch del grup Memphis dirigit per Ettore Sottsass. Va ser en aquest moment quan Mari va passar a considerar-se com un disseny ja poc actual. No va ser fins al 1990 quan va tornar a ser reconegut gràcies al seu disseny contemporani i al seu rigor.
Durant aquesta dècada va començar a treballar per a la casa Mujii posteriorment, va treballar amb l'empresa austríaca Gebrüder Thonet per a renovar i crear una visió més modernitzada de les seves cadires de fusta del segle xix. El 1997 se li va concedir el Premi Internacional de Disseny Barcelona, premi que li va permetre inaugurar la primavera del Disseny de 1999 amb un emotiu discurs inaugural que batejà com "El Manifest de Barcelona" on reclamava "Recuperar els principis utopitzants del disseny" i que proposava convertir en una mena de jurament hipocràtic dels dissenyadors. Mari va ensenyar en la universitat de Parma, l'Accademia Carrara, el Politécnico de Milán i l'ISIA (Florència) en Itàlia, a més d'en der Künste theHochschule (Berlín) i en la Hochschule für Angewandte Kunst de Viena.
Enzo va morir el 19 d'octubre de 2020, a vuitanta-vuit anys, com a causa de la COVID-19. La seva segona esposa, la crítica d'art Lea Vergine, va morir l'endemà per la mateixa malaltia. Tots dos estaven internats a l'Hospital Sant Raffaele de Milà.